# Hassi Khalifa
Hassi Khalifa è un comune dell'Algeria, situato nella provincia di El Oued.